# François Moriconi-Ebrard
 (février 2012).
François Moriconi-Ebrard, né en 1961 à Saint-Étienne, est un géographe français, agrégé de géographie et chercheur au CNRS (Laboratoire interdisciplinaire des énergies de demain).
Il est le créateur de la base de données mondiale Géopolis, résultat de douze ans de travail, et coauteur du cédérom Europe des Populations. Il est l'auteur de trois ouvrages et de plusieurs articles sur la question de l'urbanisation du Monde. 

## Distinction
En 1998, il obtient à 38 ans la médaille de bronze du CNRS.

## Publications
- L'urbanisation du monde depuis 1950, Paris, éd. Anthropos, coll. « Villes », 1993, 372 p.[2]
- De Babylone à Tokyo : les grandes agglomérations du monde, Géophrys, coll. « GéOphrys », 2000, 344 p.  (ISBN 9782708009714)
- GEOPOLIS  : pour comparer les villes du monde, Paris, éd. Anthropos, coll. « Villes », 1994, 246 p.  (ISBN 9782717827217)